# Emiko Okagawa
Emiko Okagawa, zamężna Sakaguchi (jap. 岡川恵美子 Okagawa Emiko; ur. 26 grudnia 1964) – tenisistka japońska, reprezentantka w Pucharze Federacji.
Kariera zawodnicza niewysokiej (163 cm) Japonki przypadła na lata 1982–1993. Okagawa nie zdołała przebić się do czołowej setki rankingu, dochodząc do 120. miejsca na świecie w grze pojedynczej (w maju 1987) oraz 138. miejsca w grze podwójnej (w czerwcu 1989); dwa sezony z rzędu kończyła wśród dwustu najlepszych tenisistek świata (1987 – 159. miejsce, 1988 – 188. miejsce). Zarobki zawodowe Okagawy niewiele przekroczyły 100 tysięcy dolarów.
W głównym cyklu rozgrywkowym nie zanotowała turniejowego zwycięstwa, natomiast triumfowała w trzech singlowych i czterech deblowych międzynarodowych imprezach niższej rangi. W Wielkim Szlemie jej największym osiągnięciem była III runda Australian Open w 1988, kiedy to pokonała młodą Francuzkę Maider Laval i kończącą karierę Amerykankę Candy Reynolds (mającą na koncie liczne sukcesy deblowe, w tym zwycięstwo w międzynarodowych mistrzostwach Francji); w 1/16 finału Japonka dotkliwie – 0:6, 0:6 – uległa Słowaczce (wówczas w barwach Czechosłowacji) Radce Zrubakovej. Okagawa grała także w Australian Open rok wcześniej, ale odpadła już w I rundzie. Przegrywała ponadto w I rundzie Wimbledonu w 1985 oraz trzykrotnie w I rundzie French Open (1984, 1985, 1987). Porażki w Paryżu ponosiła z rąk renomowanych rywalek – w 1984 po przejściu eliminacji uległa w trzech setach czarnoskórej Amerykance Lori McNeil, a rok później, również mając za sobą trzy rundy turnieju eliminacyjnego, podjęła wyrównaną walkę z rozstawioną z numerem 11 młodą Niemką Steffi Graf (6:7, 4:6). Nie udało się Japonce uzyskać awansu do głównego turnieju US Open, kilkakrotnie odpadała w eliminacjach.
W 1983 była w ćwierćfinale turnieju Suntory Japan w Tokio; w rodzinnym kraju występowała najczęściej i odnosiła sukcesy, wygrała m.in. turniej niższej rangi w Chiba w 1987, pokonując w finale rodaczkę Rikę Hiraki. Dość skutecznie grywała także w turniejach w Portugalii.
W wielu dużych turniejach nie udawało się jej przejść eliminacji, niemniej jednak wśród rywalek, które udało się jej pokonać, były m.in. znane później Australijki Rennae Stubbs czy Nicole Pratt, a także Polka Magdalena Mróz (Feistel), która uległa Okagawie w listopadzie 1992 w australijskim Nuriootpa.
W grze podwójnej Okagawa występowała głównie z rodaczkami – Masako Yanagi, Kumiko Okamoto, Etsuko Inoue, Naoko Satō, Mayą Kidowaki, Akiko Kijimutą, chociaż grywała też w parach z partnerkami zagranicznymi. Najcenniejszy sukces odniosła w turnieju w Singapurze w 1988 – półfinał wspólnie z Yanagi, gdzie jednak Japonki mogły mówić o szczęściu wobec oddania im walkowerem meczu ćwierćfinałowego przez wiceliderki rozstawienia Natallę Zwierawą i Łarysę Neiland. W 1989 w parze z Naoko Satō Okagawa wygrała turniej w Kioto (o randze niższej niż główny cykl rozgrywek). Pięciokrotnie wystąpiła w imprezach wielkoszlemowych, ale wszystkie starty zakończyła na I rundzie – w 1985 we French Open, na Wimbledonie i w US Open oraz w 1988 i 1990 w Australian Open.
Skuteczną deblistką Okagawa okazała się w reprezentacji narodowej w Pucharze Federacji, gdzie w grze podwójnej zanotowała bilans: trzy wygrane, bez porażki; we wszystkich tych meczach partnerowała jej Masako Yanagi. Ponadto wygrała jeden mecz singlowy i jeden przegrała. Występy reprezentacyjne Okagawy miały miejsce w latach 1983–1987. Japonka po zakończeniu kariery pozostała związana z tenisem jako działaczka, wielokrotnie pełniła obowiązki sędziego naczelnego krajowych i kontynentalnych turniejów juniorskich.